# Księgi sądowe wiejskie
Księgi sądowe wiejskie – rejestry czynności prawnych, które miały miejsce przed ławniczym sądem wiejskim. Zawartość informacyjna ksiąg sądowych wiejskich jest bardzo różnorodna. Dominują w nich sprawy majątkowe sporne i niesporne dotyczące sprzedaży ziemi, podziału ojcowizny i innych spraw spadkowych. Rejestrowane są też transakcje bydłem, ugody rodzinne, darowizny i pożyczki pod zastaw. Od czasu do czasu, pojawiają się testamenty i sporządzane przy tej okazji inwentarze ruchomości. W księgach były rejestrowane też sprawy karne.
Zwykle na zawartość konkretnej księgi mieli wpływ sami właściciele wsi. Wiele z nich było zakładanych na ich wyraźny rozkaz. Chłopi mieli swobodny dostęp do wpisywania swoich spraw, ale panowie zostawiali sobie możliwość kontroli i kasacji wpisów (głównie tych dotyczących spraw majątkowych). Interwencje władzy zwierzchniej wsi w księgi były jednak dość rzadkie. Wynikały, bądź z bezpośredniej interwencji osób zainteresowanych, lub pojawiały się w sprawach dotyczących samego pana.
W większości przypadków księgi sądowe wiejskie to czystopisy. Miało to olbrzymi wpływ na ich zawartość informacyjną. Według Adama Vetulaniego wszystkie czynności sądu były zapisywane na osobnych kartkach, bądź w brudnopisach, z których to dopiero sprawy najważniejsze, często wyłącznie na życzenie i za pieniądze (taki zapis był płatny) trafiały do księgi. Wszystko to powoduje, że nawet kompletny zespół akt danej wsi nie zawiera wszystkich spraw rozstrzyganych przez sądy wiejskie.
Powstanie ksiąg sądowych wiejskich należy wiązać z lokacjami wsi na prawie niemieckim, bądź późniejszym procesem przenoszenia ich na to prawo. Wszystkie te zmiany wiązały się z otrzymywaniem przez te miejscowości samorządu, czego wyrazem było powstawanie sądów ławniczych pod przewodnictwem sołtysa. Należy jednak pamiętać, że nawet osadnicy pochodzący z obszarów, na których powszechnie już funkcjonowało prawo niemieckie, nie przynosili ze sobą gotowych ksiąg. Ich powstanie to dość długi proces, na który największy wpływ miała praktyka stosowana w sądach miejskich i szlacheckich.
Księgi sądowe wiejskie są źródłem bardzo specyficznym. Choć występowały w różnych częściach Rzeczypospolitej, to najwięcej zachowało się ich z terenu Małopolski. Istnieją dwie zasadnicze koncepcje tłumaczące tę sytuację. Stanisław Grodziski twierdził, iż księgi sprzed połowy XVIII wieku są zjawiskiem charakterystycznym dla południowych obszarów Polski. Miało to być zasługą szczególne korzystnej dla ich powstawania sytuacji prawnej (min. większe możliwości chłopów, a w szczególności sołtysów zapoznawania się z praktyka sądów miejskich i leńskich poprzez uczestnictwo w nich jako strony, lub nawet w ich składzie; funkcjonowanie sądu wyższego prawa niemieckiego na zamku krakowskim). Odmiennego zdania był Ludwik Łysiak według którego, zachowanie tego źródła jest wynikiem szeroko zakrojonej akcji – Grona Konserwatorów Galicji Zachodniej i wchodzących w jego skład, konserwatorów państwowej Rady Archiwalnej – przeprowadzonej w połowie XIX wieku. Należy stwierdzić, że obydwie hipotezy w omawianej kwestii są równie prawdopodobne i podawane przez autorów przyczyny w równym stopniu wpłynęły na dzisiejsze zachowanie interesujących nas źródeł. Faktem jest, że w innych częściach Rzeczypospolitej księgi te są nieliczne i mogą mieć nieco inny charakter.
Wpływ na zachowanie się ksiąg miały także wszelkie klęski elementarne: pożary i wojny, jak również brak troski o nie ze strony użytkowników, w momencie, gdy przestały już być potrzebne. Wszystko to spowodowało, że obecnie znanych jest jedynie setka ksiąg sądowych wiejskich. Grodziski szacował ten zespół ksiąg na blisko 200 jednostek: pełnych ksiąg, ich fragmentów, bądź większych zbiorów akt jednej miejscowości (z tym, że w zbiorze tym znajdują się pozycje, które zostały zniszczone w czasie II wojny światowej). Wydaje się, że dalsza kwerenda przyczyniłaby się do kolejnych odkryć.

## Drukowane księgi sądowe wiejskie
- Akta w sprawach chłopskich hrabstwa tarnowskiego z połowy XVII wieku, opr. i wyd. S Grodziski, Wrocław 1970.
- Księga ławnicza osad wiejskich Krzyżownik i Proszowa w dawnym księstwie oleśnickim z l. 1558-1583, wyd. W. Klemantowski, Kępno 1917.
- Księga sądowa kresu klimkowskiego 1600-1762, opr. i wyd. L. Łysiak, Wrocław 1965.
- Księgą sądowa państwa żywieckiego 1691-1773, opr. i wyd. L. Łysiak i M. Karaś, Kraków1978.
- Księgą sądowa Uszwi dla wsi Zawady 1619-1788, opr. i wyd. A Vetulani, Wrocław 1957
- Księga sądowa wsi Iwkowej 1581-1809, opr. i wyd. S. Płaza, Wrocław 1969.
- Księga sądowa wsi Kargowej w pow. kościańskim, wyd. A. A. Walawendowie [w:] Studia z dziejów gospodarstwa wiejskiego, t. 3, z. 3, Warszawa 1960.
- Księga sądowa wsi Wary 1449-1623, opr. i wyd. L. Łysiak, Wrocław 1971.
- Księgi sądowe klucza jazowskiego 1663-1808, opr. i wyd. S. Grodziski, Wrocław 1967.
- Księgi sądowe wiejskie, t. 1-2, wyd. B. Ulanowski, Kraków 1920-1921 (księgi wsi: Jadowniki, Kasina Wielka, Kobiernia, Kosina, Krowodrza, Krzemienica, Markowa, Mogiła, Ptaszkowa, Sidzina, Skotniki, Święciechów, Torki, Tryńcza, Tyniec, Węgrzyce, Wola Jasicka, Zagórzany, oraz akta: państwa suskiego, klucza strzeszyckiego i żbikowskiego, poddanych klasztoru OO. karmelitów w Czernej, kustosza katedry krakowskiej).
- Księgi sądowe wiejskie klucza łąckiego, cz. 1, 1526-1739, opr. i wyd. A. Vetulani, Wrocław 1962.
- Księgi sądowe wiejskie klucza łąckiego, cz. 2, 1744-1811, opr. i wyd. A. Vetulani, Wrocław 1963.
- Najstarsza księga sądowa wsi Trześniowa 1419-1609, wyd. H. Polaczkówna, Lwów 1923.